# Abraxas marginata
Abraxas marginata là một loài bướm đêm trong họ Geometridae.